# Giovana Stephan
Giovana Stephan (Itaú de Minas, ) é uma nadadora de nado sincronizado do Brasil. Integrou a equipe nacional que disputou o Campeonato Mundial de Esportes Aquáticos de 2011, em Xangai, na China.
Foi reserva da equipe que conquistou o bronze nos Jogos Pan-Americanos do Rio, em 2007, e do dueto que participou dos Jogos Olímpicos de Pequim, em 2008.
Giovana acumulou excelentes resultados nos campeonatos em que participou como titular: medalhas de ouro nas categorias solo, dueto e equipe do Sul-Americano Juvenil de Antofagasta, em 2005, no Chile; finalista por equipe na Copa Fina (Federação Internacional de Natação) de Nado Sincronizado do Japão, em 2006; finalista por equipe e combo no Mundial da Fina de Montreal, em 2007, no Canadá; bicampeã de solo e tricampeã sul-americana por equipe no Sul-Americano de Medelin, em 2010, na Colômbia; e finalista em solo, dueto e equipe no Mundial Júnior da Fina, na Rússia, em 2008.